# Ga Dosan
Ga Dosan (tiếng Hàn: 도산역; Hanja: 道山驛) là ga dưới lòng đất trên Tàu điện ngầm Gwangju tuyến 1 ở Dosan-dong, Quận Gwangsan, Gwangju, Hàn Quốc.

## Bố trí ga
| G        | Đường đi                       | Lối thoát                                      |
| L1       | Hành lang                      | Cổng soát vé, máy bán vé, trung tâm điều khiển |
| Ke ga L2 | Ke ga, cửa sẽ mở phía bên phải | Ke ga, cửa sẽ mở phía bên phải                 |
| Ke ga L2 | Hướng Nam                      | ← Tuyến 1 hướng đi Nokdong (Gwangju Songjeong) |
| Ke ga L2 | Hướng Bắc                      | → Tuyến 1 hướng đi Pyeongdong (Ga cuối) →      |
| Ke ga L2 | Ke ga, cửa sẽ mở phía bên phải |                                                |

## Liên kết
- (bằng tiếng Hàn Quốc) Thông tin trạm ga từ Tổng công ty đường sắt cao tốc đô thị Gwangju
- (bằng tiếng Anh) Thông tin trạm ga từ Tổng công ty đường sắt cao tốc đô thị Gwangju